# Alain Goldman
Alain Goldman (Montmartre, 12 gennaio 1961) è un produttore cinematografico francese. Si fa chiamare anche con il nome che ha scelto durante il suo soggiorno in Israele: Ilan. È sposato con Roselyne Bosch.

## Biografia
Alain Goldman è nato in una famiglia ebrea ashkenazita e suo zio Bernard Goldman fino al 1956 fu il primo rappresentante della Universal in Francia . Suo padre, Daniel Goldman, era il capo della United International Pictures.
In gioventù, Alain Goldman è stato un attivista del Betar (un movimento giovanile sionista di destra), e a 18 anni ha deciso di trasferirsi in Israele dove è avvenuta parte della sua istruzione superiore. In seguito è tornato in Francia e ha sposato Rose Bosch. La coppia ha avuto due figli.
Ha iniziato la sua carriera come produttore cinematografico con il film 1492 - La conquista del paradiso: Rose Bosch era la sceneggiatrice, e che fu un grande successo commerciale (3,5 milioni di spettatori).
Alain Goldman è stato anche impegnato nella scrittura delle sceneggiature dei suoi film. 

## Filmografia

### Attore
- 1997 : Amour et Confusions di Patrick Braoudé

### Produttore
- 1992 : 1492 - La conquista del paradiso di Ridley Scott
- 1997 : Amour et Confusions de Patrick Braoudé
- 1997 : XXL di Ariel Zeitoun
- 1998 : En plein cœur de Pierre Jolivet
- 1998 : Bimboland di Ariel Zeitoun
- 2000 : Vatel di Roland Joffé
- 2001 : Le Pacte du silence de Graham Guit
- 2002 : La Mentale de Manuel Boursinhac
- 2004 : Il bandito corso di Alain Berbérian
- 2004 : I fiumi di porpora 2 - Gli angeli dell'Apocalisse di Olivier Dahan
- 2006 : Animal di Roselyne Bosch
- 2007 : La Vie en rose di Olivier Dahan
- 2007 : 99 francs di Jan Kounen
- 2008 : Babylon A.D. di Mathieu Kassovitz
- 2009 : Coco di Gad Elmaleh
- 2010 : Fatal di Michaël Youn
- 2010 : Vento di primavera di Roselyne Bosch
- 2010 : La Blonde aux seins nus di Roselyne Bosch
- 2011 : Case départ de Lionel Steketee, Fabrice Éboué e Thomas N'Gijol
- 2013 : Paulette de Jérôme Enrico
- 2013 : Vive la France di Michaël Youn
- 2014 : Le Crocodile du Botswanga di Fabrice Éboué e Lionel Steketee
- 2014 : Un'estate in Provenza di Rose Bosch
- 2014 : French Connection di Cédric Jimenez
- 2015 : Robin des bois, la véritable histoire di Anthony Marciano
- 2015 : Cerise di Jérôme Enrico
- 2016 : La Tour de contrôle infernale di Éric Judor
- 2016 : L'Idéal di Frédéric Beigbeder
- 2016 : Tout, tout de suite di Richard Berry
- 2016 : La Folle Histoire de Max et Léon di Jonathan Barré
- 2017 : Santa & Co di Alain Chabat
- 2019 : Cyrano, mon amour di Alexis Michalik
- 2019 : The Mustang di Laure de Clermont-Tonnerre
- 2019 : J'accuse di Roman Polanski
- 2021 : Flashback di Caroline Vigneaux
- 2022 : Les Vedettes di Jonathan Barré